# 54 Leonis
54 Leonis, som är stjärnans Flamsteed-beteckning, är en dubbelstjärna, belägen i den södra delen av stjärnbilden Lejonet. Den har en kombinerad skenbar magnitud av ca 4,30 och är svagt synlig för blotta ögat där ljusföroreningar ej förekommer. Baserat på parallax enligt Gaia Data Release 2 på ca 5,8 mas, beräknas den befinna sig på ett avstånd av ca 330 ljusår (ca 102 parsek) från solen. Den rör sig närmare solen med en heliocentrisk radialhastighet på ca –0,5 km/s.
Asteroiden 729 Watsonia ockulterade stjärnan den 3 mars 2013 kl 01:48.

## Egenskaper
Primärstjärnan 54 Leonis A är en blå till vit stjärna i huvudserien av spektralklass A0 V. Den har en massa som är ca 2,4 solmassor, en radie som är ca 2,9 solradier och utsänder från dess fotosfär ca 141 gånger mera energi än solen vid en effektiv temperatur av ca 9 000 K. Stjärnan har en snabb rotation med en beräknad rotationshastighet på 185 km/s, vilket ger den en ekvatorialradie som är uppskattningsvis 8 procent större än polarradien.
54 Leonis är en dubbelstjärna med en vinkelseparation av 6,60 bågsekunder vid en positionsvinkel på 113°. De har en fysisk separation på ca 533 AE (79 700 Gm). Följeslagaren, 54 Leonis B, av magnitud 6,29, är en mindre stjärna i huvudserien av spektralklass A2 Vn, där suffixnoten anger breda, "diffusa" spektrallinjer föranledda av snabb rotation med en projicerad rotationshastighet på 250 km/s. Stjärnan har en radie som är ca 2,6 gånger solens radie.